# ميكي غويدري
ميكي غويدري (بالإنجليزية: Mickey Guidry)‏ هو لاعب كرة قدم أمريكية أمريكي، ولد في 9 أغسطس 1966.

## وصلات خارجية
- ميكي غويدري على موقع JustSportsStats.com (الإنجليزية)
- ميكي غويدري على موقع كلية كرة القدم في سبورتس رفرنس.كوم (الإنجليزية)